# Rohod, Szabolcs-Szatmár-Bereg
Rohod  este un sat în districtul Baktalórántháza, județul Szabolcs-Szatmár-Bereg, Ungaria, având o populație de 1.255 de locuitori (2011). 

## Demografie
Componența etnică a satului Rohod
     Maghiari (90,95%)
     Romi (8,81%)
     Ucraineni (0,24%)
Componența confesională a satului Rohod
     Reformați (60,64%)
     Greco-catolici (11,39%)
     Romano-catolici (9%)
     Fără religie (1,51%)
     Necunoscută (17,45%)
     Alte religii (1,2%)
Conform recensământului din 2011, satul Rohod avea 1.255 de locuitori. Din punct de vedere etnic, majoritatea locuitorilor (90,95%) erau maghiari, cu o minoritate de romi (8,81%).  Din punct de vedere confesional, majoritatea locuitorilor (60,64%) erau reformați, existând și minorități de greco-catolici (11,39%), romano-catolici (9,0%) și persoane fără religie (1,51%). Pentru 17,45% din locuitori nu este cunoscută apartenența confesională.